# Jack Conan
Jack Edward Conan (Bray, 29 luglio 1992) è un rugbista a 15 irlandese, che gioca nel ruolo di terza linea centro nel Leinster.

## Biografia
Conan cominciò a giocare a rugby nella St Gerard's School, istituto della sua città natale. Nel 2012 entrò a far parte dell'accademia giovanile del Leinster e, nella stessa stagione, iniziò a militare nel Old Belvedere, dove rimase due anni. Fece il suo esordio professionistico, segnando una meta, nella partita contro Cardiff Rugby valida per la quindicesima giornata del Pro12 2013-2014, torneo poi vinto dalla franchigia irlandese. L'annata successiva debuttò anche nelle coppe europee giocando contro i Wasps nell'European Rugby Champions Cup 2014-2015. Conquistò rapidamente la titolarità e venne premiato come miglior numero otto della stagione di Pro14 per due volte consecutive nel 2016-2017 e nel 2017-2018. In quest'ultima annata si aggiudicò con Leinster il double Pro14 e Champions Cup. Tra il 2018 e il 2021 vinse tre titoli consecutivi nel Pro14.
A livello internazionale, Conan disputò il Campionato mondiale giovanile di rugby 2012 con la selezione irlandese di categoria. Ricevette la sua prima chiamata con l'Irlanda in occasione del Sei Nazioni 2015, ma non ottenne nessuna presenza nel torneo. Incluso nella squadra per preparare la Coppa del Mondo di rugby 2015, fece il suo debutto nell'incontro amichevole contro la Scozia, ma non fu convocato per il mondiale. Tornò in nazionale due anni dopo in occasione del tour estivo del 2017, dove giocò da titolare tutte le sfide segnando la sua prima meta internazionale contro gli Stati Uniti. Nella stagione successiva prese parte al Sei Nazioni 2018 vinto dall'Irlanda conseguendo il Grande Slam. Convocato per la Coppa del Mondo di rugby 2019, scese in campo solo nella partita inaugurale con la Scozia poiché una frattura al piede lo estromise dalla competizione. Questo ed altri infortuni lo tennero lontano dalla nazionale fino al Sei Nazioni 2021 dove disputò tre incontri. Nella stessa stagione, il commissario tecnico Warren Gatland lo incluse nella selezione per il tour dei British and Irish Lions, dove giocò sette partite tra cui tutti e tre i test-match contro il Sudafrica. Nelle successive due annate mancò un solo incontro tra quelli disputati dalla nazionale irlandese e conquistò una seconda volta il Grande Slam nel Sei Nazioni 2023.

## Palmarès
- Pro14: 5
Leinster: 2013-14, 2017-18, 2018-19, 2019-20, 2020-21
- Champions Cup: 1
Leinster: 2017-18